# Contea di Surrey
La contea di Surrey (in inglese Surrey County) è una delle tre contee storiche in cui è suddivisa la Giamaica. Le contee non hanno valenza amministrativa ma esclusivamente statistica.
Venne istituita nel 1758 ed è la più orientale del paese.
Comprende le parrocchie di Kingston, Portland, Saint Andrew, Saint Thomas.